# Jerome Henderson (singapurski koszykarz)
Jerome C. Henderson, właśc. Wang Desheng (chiń. 王得胜; pinyin Wáng Déshèng; ur. 1936 w Singapurze) – singapurski koszykarz, olimpijczyk.
W 1956 roku wystąpił wraz z drużyną na igrzyskach olimpijskich w Melbourne. Zagrał we wszystkich siedmiu spotkaniach, które reprezentacja rozegrała na tym turnieju. Henderson zdobył w nich łącznie 72 punkty, w tym m.in. 18 w meczu przeciw Australii, 17 przeciwko Korei Południowej i 11 punktów w spotkaniu z Kanadą. Singapurczycy zajęli ostatecznie 13. miejsce wśród 15 zespołów, zaś Henderson był trzecim najlepiej punktującym Singapurczykiem (za Yee Tit Kwanem i Ko Tai Chuenem).
Uprawiał również skok wzwyż i biegi płotkarskie. Prawdopodobnie wyemigrował do Wielkiej Brytanii.